# فتق میان‌دوراه
فَتقِ میان‌دوراه (انگلیسی: Perineal hernia) به معنی بیرون‌زدگی فتق در ناحیه میان‌دوراه (دیافراگم لگنی) است. این فتق ممکن است حاوی مایع، چربی، هر بخشی از لوله گوارش، راست‌روده یا مثانه باشد. این عارضه در انسان‌ها، سگ‌ها و سایر پستانداران دیده می‌شود و اغلب به صورت تورم ناگهانی در یک طرف (گاهی اوقات هر دو طرف) مقعد ظاهر می‌شود.
یکی از علل شایع فتق میان‌دوراه، جراحی در ناحیه میان‌دوراه است. همچنین زور زدن بیش از حد برای دفع مدفوع نیز می‌تواند باعث فتق میان‌دوراه شود. آتروفی ماهیچه بالابرنده مقعد و بیماری عصب زهاری نیز ممکن است در ایجاد فتق میان‌دوراه نقش داشته باشند.

## در انسان‌ها
در انسان‌ها، یکی از علل اصلی فتق میان‌دوراه، جراحی میان‌دوراه بدون بازسازی کافی است. در برخی موارد، به ویژه جراحی برای برداشتن دنبالچه و قسمت انتهایی استخوان خاجی، دستیابی به بازسازی کافی بسیار دشوار است. میان‌دوراه خلفی نقطه دسترسی ترجیحی برای جراحی در حفره لگنی، به ویژه در فضای جلوی خاجی است. جراحی‌های این ناحیه شامل ترمیم افتادگی راست‌روده و مهره‌شکاف قدامی، پروستاتکتومی رادیکال میان‌دوراهی، برداشتن نئوپلاسم‌ها از جمله تراتوم خاجی‌دنبالچه‌ای و برداشتن دنبالچه است. فتق میان‌دوراه یک عارضه شایع برداشتن دنبالچه در بزرگسالان است، اما در نوزادان و کودکان اینگونه نیست (به برداشتن دنبالچه مراجعه کنید).
روش استاندارد جراحی برای ترمیم فتق میان‌دوراه استفاده از مش مصنوعی است، اما این روش به دلیل لنگر انداختن ناکافی، میزان شکست بالایی دارد. روش‌های امیدوارکننده برای کاهش میزان شکست شامل سیستم لنگر انداختن ارتوپدی، زبانهٔ ماهیچه سرینی بزرگ، پیوند پوست انسان بدون سلول، و پیوند کلاژن خوک بدون سلول است.

## در سگ‌ها و گربه‌ها

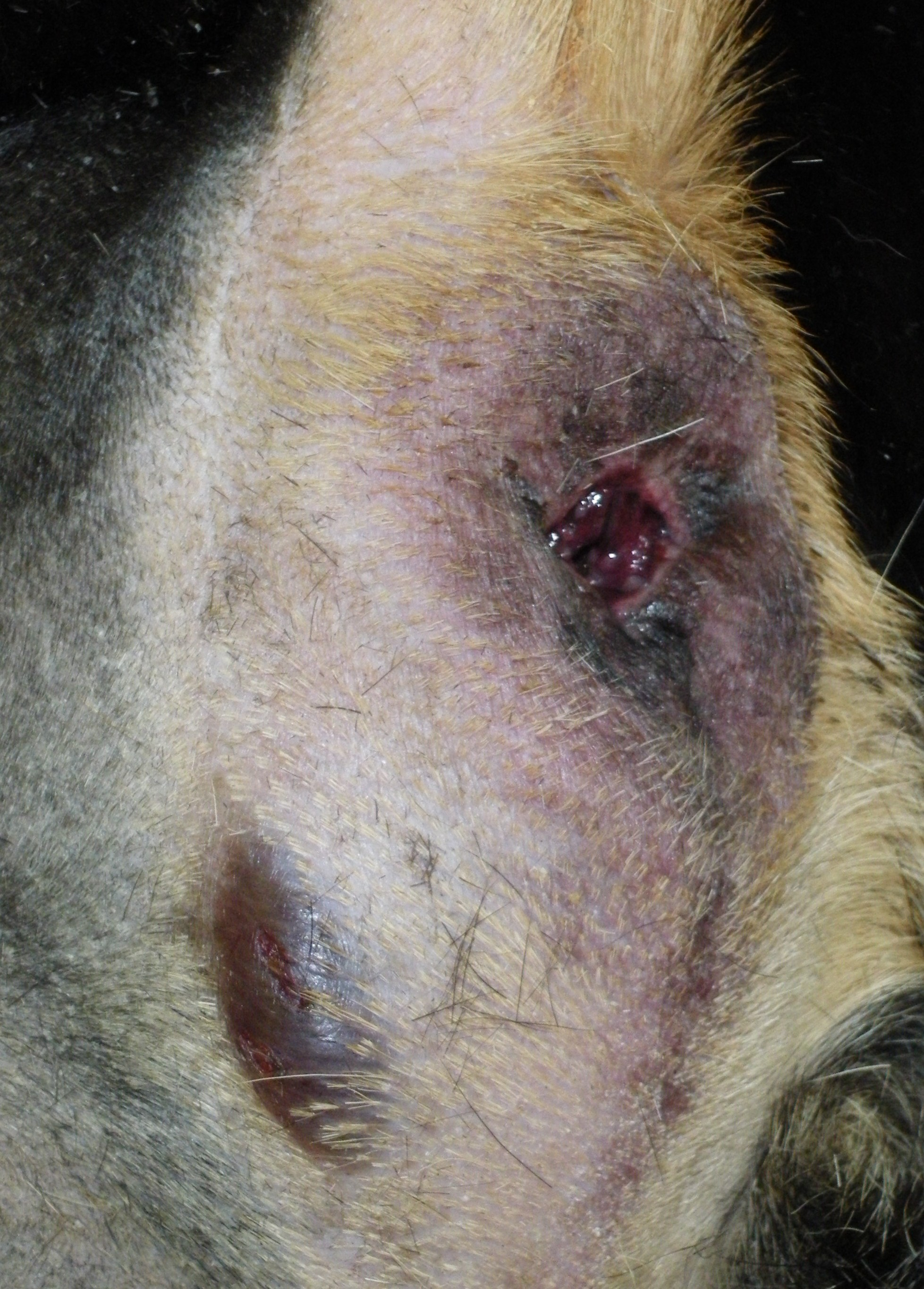
فتق میان‌دوراه پیشرفته در سمت چپ در یک سگ. پوست روی آن از قبل به رنگ آبی درآمده است.

در سگ‌ها، فتق میان‌دوراه معمولاً در سمت راست یافت می‌شود. بیشتر موارد در سگ‌های نر مسن‌تر که عقیم نشده‌اند (عقیم‌سازی جانوران) (۹۳ درصد در یک مطالعه) رخ می‌دهد. نژادهایی که ممکن است در معرض خطر باشند عبارتند از ولش کورگی، باکسر، کلپی استرالیایی، بوستن تریر، کالی، داکس‌هوند، سگ گله انگلیسی قدیمی و پکینز. فتق میان‌دوراه در سگ‌های ماده نادر و در گربه‌ها غیرمعمول است.
مشخص شده است که سگ‌های مبتلا به هایپرپلازی خوش‌خیم پروستات سطح ریلکسین افزایش یافته و به دنبال آن ضعف دیافراگم لگن را تجربه می‌کنند. در گربه‌ها، فتق میان‌دوراه بیشتر پس از جراحی یورتروستومی میان‌دوراهی یا به صورت ثانویه به مگاکولون دیده می‌شود. درمان پزشکی شامل درمان بیماری زمینه‌ای، انما و نرم‌کننده‌های مدفوع است. از آنجایی که تنها حدود ۲۰ درصد از موارد درمان شده با دارو بدون علامت هستند، جراحی اغلب ضروری است. عود بیماری با یا بدون جراحی شایع است.
چندین عمل جراحی برای فتق میان‌دوراه در سگ‌ها شرح داده شده است. استاندارد فعلی شامل جابجایی ماهیچه سدادی درونی است. این روش نسبت به ترمیم سنتی فتق، میزان عود و عوارض کمتری دارد. یک تکنیک جدید از لایه زیر مخاط روده کوچک خوک اهلی به عنوان زیست‌ماده برای کمک به ترمیم نقص استفاده می‌کند. این کار را می‌توان در ترکیب با جابجایی عضله مسدود کننده داخلی نیز انجام داد، به خصوص زمانی که آن عضله ضعیف باشد.